# 한일합섬
한일합섬은 대한민국의 섬유제조 전문회사이다.
1964년, 김한수 경남모직 사장에 의해   한일합성섬유공업으로 설립되었으며 1967년 마산시 양덕동으로 본사를 옮기는 한편 1974년 주식시장에 상장하였고 이듬해 종합상사 인가를 받았다. 1986년에는 국제상사(현 LS네트웍스), 남주개발, 원효개발, 신남개발, 원효물산을 인수했고 1987년 진해화학, 1989년 한일레져개발을 인수하는 등 한일그룹의 모회사 역할을 했다. 1993년부터‘한일합섬’으로 상호를 변경하였다.
한편, 1973년 여자 실업배구단을 창단했는데 김한수 창업주의 아들인 김중원 전 회장이 1983년 대한배구협회장을 맡았고 외환위기 여파 탓인지 1998년에 해체됐으며  그 외에도 1983년 6월 마산 창원 울산을 지역 연고로 하는 제7구단을 창단할 예정이었지만 불발됐고 난항 끝에 제 7구단은 충청도 연고인 빙그레 이글스로 낙점됐으며 1989년 3월 마산을 중심으로 한 경남 연고 팀 신청서를 KBO에 제출하여 제8구단 창단을 계획했으나 역시 불발되어 전북을 연고로 한 쌍방울 레이더스로 제8구단이 결정됐다.
1997년 외환 위기로 재정적 어려움을 겪다가 1998년 회사가 부도처리되었다. 1999년 회사정리계획안이 인가되었다가 2007년 동양그룹에 인수되어 동양그룹 계열사로 편입하였다.
2008년 동양메이저와 합병되었다가 2018년 1월 1일 한일합섬이 동양에서 분할하였으며, 2018년 2월 12일 중구 청계천로에서 마포구 마포대로로 이전하였다.
2019년 5월 1일 이인수 대표이사가 취임하였다.

## 같이 보기
- 동양그룹

## 본점 및 지점 현황
- 본점: 서울특별시 마포구 마포대로 155 (공덕동, LG마포빌딩)
- 안성지점: 경기도 안성시 대덕면 굴암길 5
- 대구지점: 대구광역시 서구 염색공단로13길 16 (비산동)
- 의령지점: 경상남도 의령군 의령읍 구룡로 32